# خرمن (فیلم ۱۹۹۳)
خرمن (انگلیسی: The Harvest) یک فیلم دلهره‌آور و جنایی مکزیکی-آمریکایی محصول سال ۱۹۹۳ به کارگردانی دیوید مارکونی با بازی میگوئل فرر، للانی سارل، آنتونی دنیسن و هاردینگ سیلوا است.
نقش اصلی نادر برای فرر بود، که عمدتاً به عنوان یک بازیگر شخصیت در نقش‌های فرعی شناخته می‌شد. او و بانوی پیشرو سارل ازدواج کردند.  جورج کلونی، پسر عموی فرر، برای مدت کوتاهی در فیلم ظاهر می‌شود و نقش یک دگرجنس‌پوشی را بازی می‌کند.

## داستان
نویسنده‌ای به مکزیک پرواز می‌کند تا فیلمنامه یک فیلم اکشن را با عجله تمام کند. او در زندگی غم انگیز فرو می‌رود و با قیمت گزافی الهام می‌گیرد.